# 설폴레인
설폴레인(Sulfolane)은 화학식 (CH
2)
4SO
2을 갖는 유기황 화합물이다. 추출 증류 및 화학 반응의 용매로 화학 산업에서 일반적으로 사용되는 무색 액체이다. 설폴레인은 원래 1960년대 쉘(Shell Oil Company)에서 뷰타다이엔을 정제하는 용매로 개발되었다. 설폴레인은 극성 비양성자성 용매이며 물과 섞일 수 있다.